# 愛知県立芸術大学芸術資料館
愛知県立芸術大学芸術資料館（あいちけんりつげいじゅつだいがくげいじゅつしりょうかん）は、愛知県長久手市にある大学博物館である。

## 概要
愛知県立芸術大学内に開設された博物館で1972年（昭和47年）に竣工。翌1973年（昭和48年）に開館した。1989年（平成元年）9月12日には分館の法隆寺金堂壁画模写展示館が開館し、2007年（平成19年）2月に、博物館相当施設に指定された。
収蔵品は絵画や音楽関連資料など芸術関連資料を幅広く収集展示している。また、資料展示のほか学生による研究発表展、美術学部教員展などの展覧会も開催されており、2010年（平成22年）にはアウトリーチ活動として、愛知県ゆかりの若手芸術家を中心とした展覧会「アイチ・ジーン (AICHI GENE-some floating affairs-)」を開催している。

## 収蔵品
収蔵品については愛知県立芸術大学芸術資料館収蔵資料を参照のこと。

## 利用案内
- 開館時間 : 10:30 - 16:30（芸術資料館）、10:00 - 16:00（法隆寺金堂壁画模写展示館）
- 休館日 : 不定
- 入場料 : 無料（展覧会企画よって有料の可能性あり）

## 法隆寺金堂壁画模写展示館
法隆寺金堂壁画模写展示館（ほうりゅうじこんどうへきがもしゃてんじかん）は、愛知県立芸術大学芸術資料館の分館である。

### 概要
愛知県立芸術大学の教員や卒業生が16年の歳月を費やし制作した法隆寺金堂壁画の模写（法隆寺金堂大壁12面、および小壁（飛天図）20面の壁画）を展示公開する施設で、1989年（平成元年）9月12日に開館し、2007年（平成19年）2月に、博物館相当施設に指定された。
模写の一般公開は春と秋の2回で、高松塚古墳壁画、釈迦金棺出現図、神護寺所蔵肖像画などの模写も順次特別公開されている。

## 交通アクセス
- 愛知高速交通東部丘陵線（リニモ）「芸大通駅」より徒歩約10分。